# Servizio meteorologico dell'Aeronautica Militare

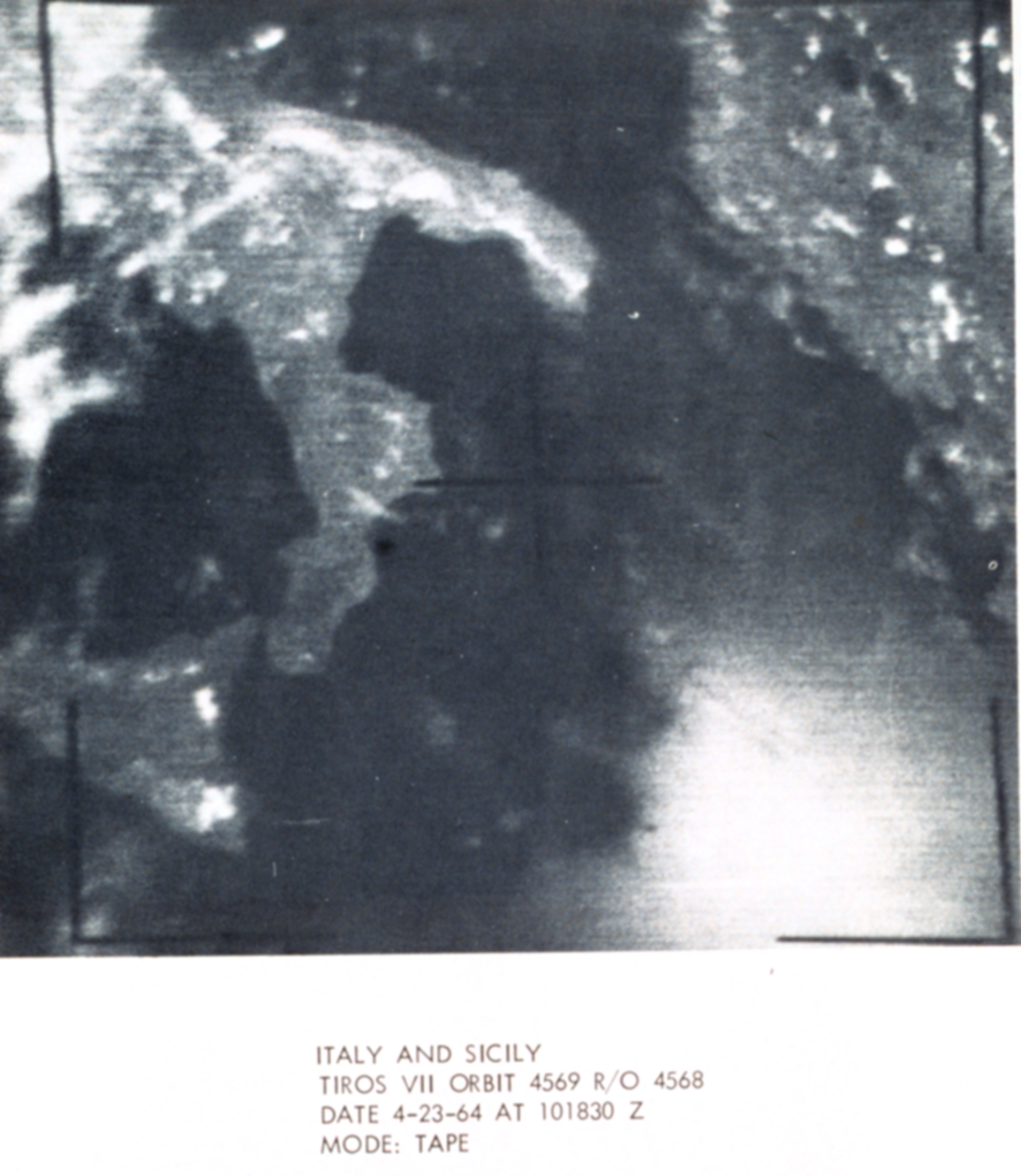
L'Italia meridionale in un'immagine del satellite meteorologico Tiros 7 (1964).

Il Servizio meteorologico dell'Aeronautica Militare è il servizio meteorologico nazionale italiano, ufficialmente accreditato presso l'Organizzazione meteorologica mondiale.

## Storia

### Origini

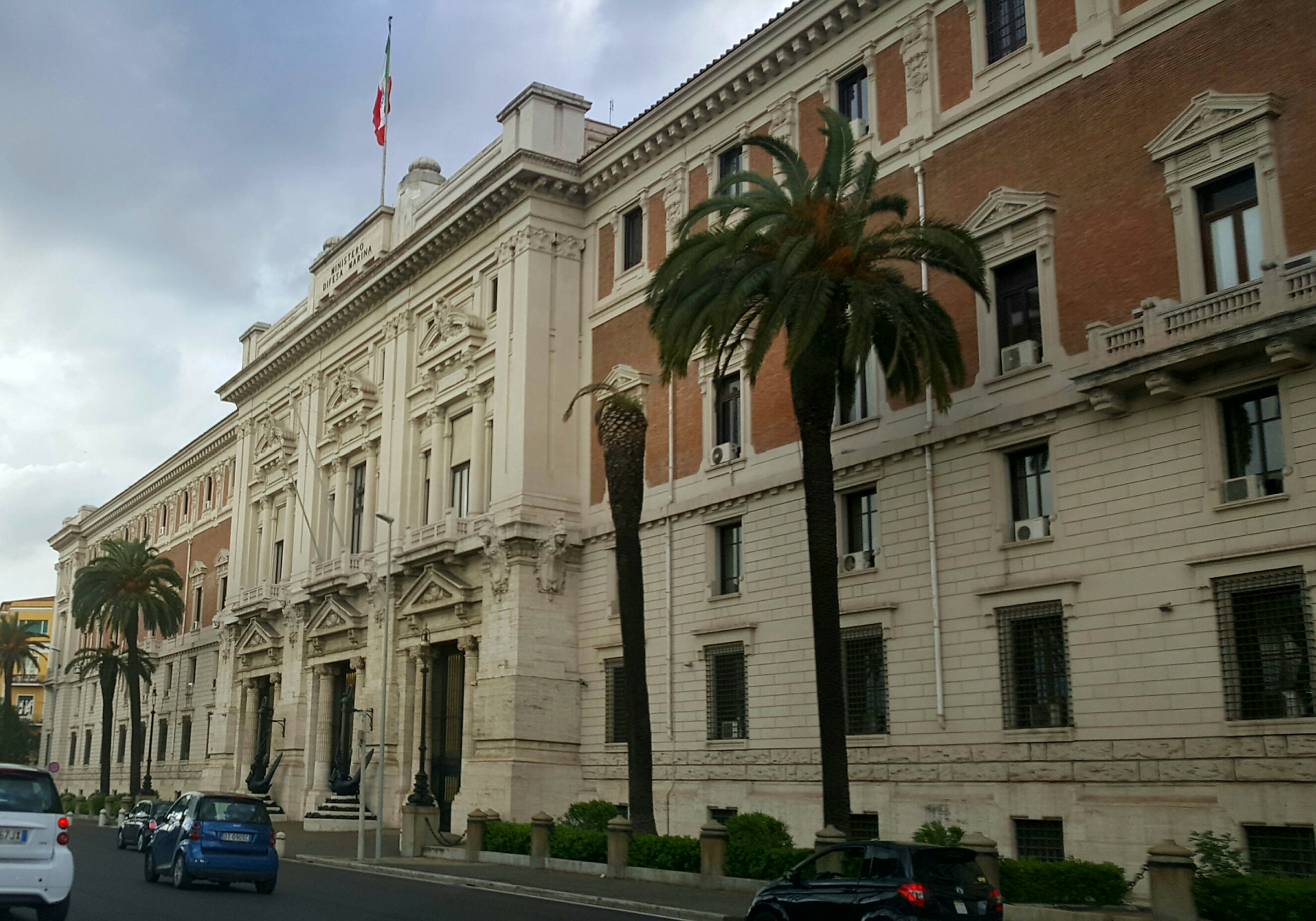
Ministero della Marina

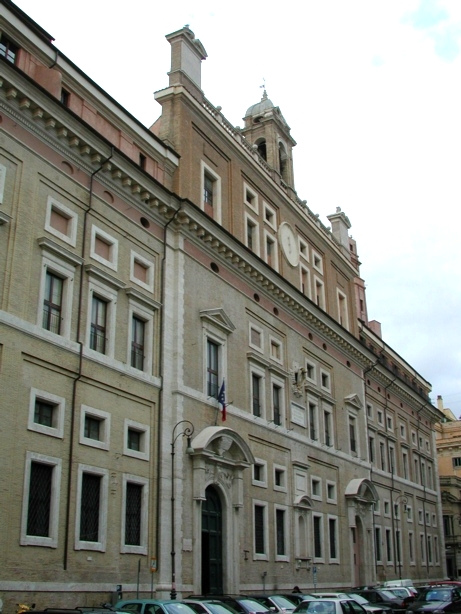
Collegio Romano

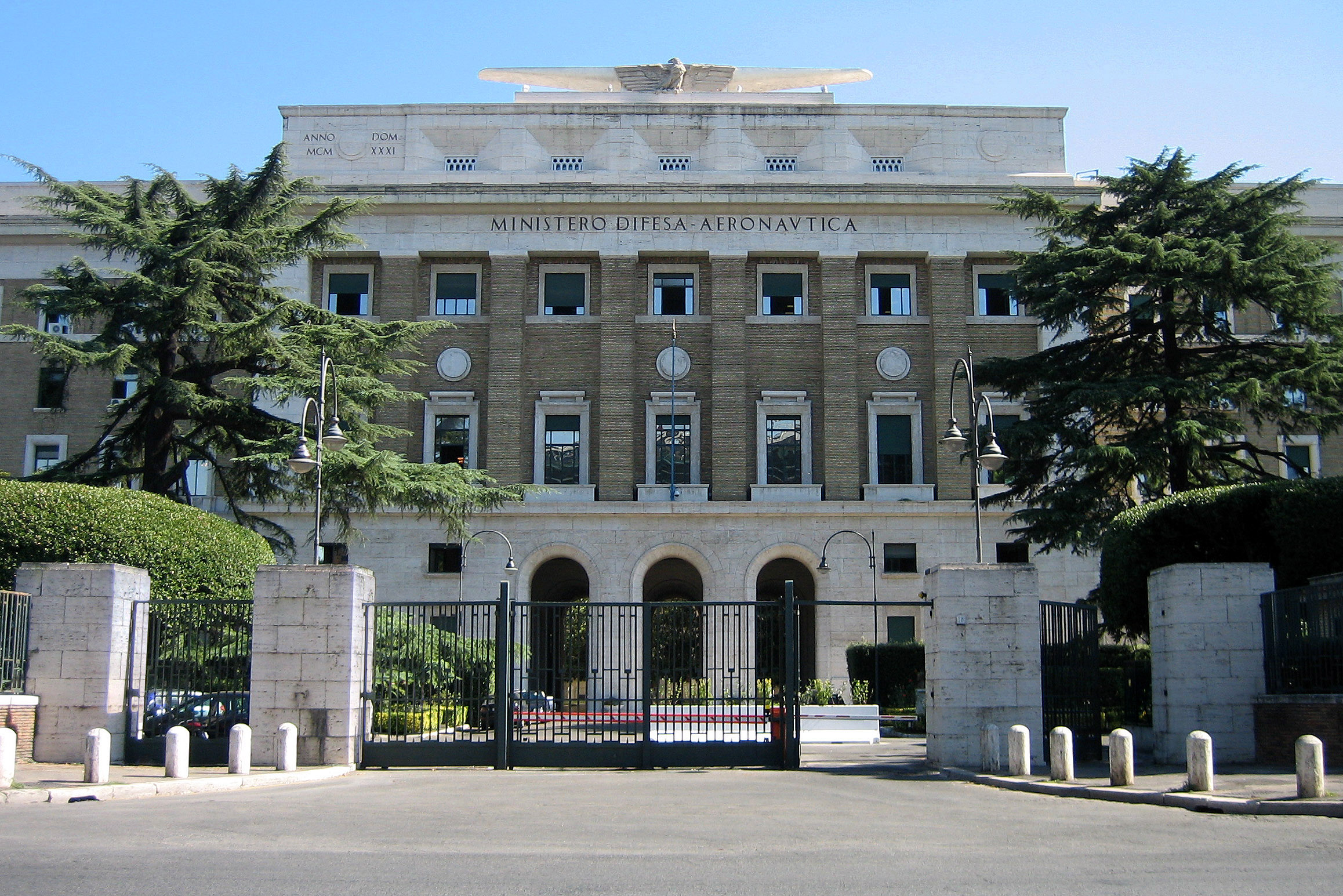
Palazzo dell'Aeronautica

Regia aeronautica

Gli albori della nascita del Servizio meteorologico sono individuate al 9 aprile 1865, quando fu istituito presso il Ministero della Marina un Ufficio Centrale Meteorologico. Dal 1866 da Genova, Livorno, Napoli, Palermo, Messina e Ancona, venivano emesse previsioni del tempo. Il 26 novembre 1876 fu istituito il Regio Ufficio Centrale di Meteorologia, mediante un regio decreto che ne stabiliva la sede nella capitale, presso il Collegio Romano, che iniziò ad occuparsi dell'osservazione delle condizioni meteorologiche e delle previsioni meteorologiche all'intero territorio nazionale italiano.
Pochi anni dopo, esattamente il 1º agosto 1880, l'Istituto idrografico di Marina veniva incaricato di svolgere i compiti di assistenza alla navigazione marittima mediante l'osservazione e la previsione dello stato del cielo e del mare, da divulgare attraverso l'emissione di specifici bollettini meteorologici.
Durante il Novecento, il diffondersi dell'aeroplano e del dirigibile come mezzi di trasporto portò alla creazione del Regio servizio aerologico italiano, istituito ufficialmente il 27 febbraio 1913 mediante regio decreto, a cui era affidato il compito di osservare e prevedere le condizioni atmosferiche in quota, con lo scopo di svolgere funzioni di assistenza alla navigazione aerea.

### Il Servizio meteorologico centrale
Negli anni successivi vi fu la riorganizzazione del primordiale Regio ufficio centrale di meteorologia che, in data 2 luglio 1925, divenne l'Ufficio presagi del Servizio meteorologico centrale. Nel 1931 la sede passò dal Collegio Romano al palazzo dell'Aeronautica e da quel momento le nuove assunzioni avvennero in ambito prettamente militare.
Gli anni trenta il Servizio assunse una connotazione unitaria nell'ambito della Regia Aeronautica e inserito nell'Ufficio centrale telecomunicazioni assistenza al volo, che nel 1942 divenne l'Ispettorato telecomunicazioni e assistenza al volo (ITAV). Da allora il Servizio meteorologico centrale iniziò ad operare nell'ambito dell'Itav e furono creati numerosi organismi periferici, tra i quali i Posti di informazioni meteorologiche (PIM) con le relative stazioni meteorologiche, gli Uffici meteorologici aeroportuali (UMA), gli Uffici meteorologici regionali (CMR) e gli Osservatori scientifici sperimentali di meteorologia aeronautica (OSSMA).

#### Stazioni aerologiche attive nel 1931
- Torino Mirafiori
- Bracciano Vigna di Valle
- Roma Centocelle
- Palermo Boccadifalco

#### Stazioni semaforiche meteomarine attive nel 1931
- Trieste Barcola
- Zara Punta Amica (fuori dai confini nazionali attuali)
- Capo Mele
- Ancona Monte Cappuccini
- Isola di Gorgona
- Isola di Capraia
- Isola d'Elba-Campo alle Serre
- Isola del Giglio
- Civitavecchia Fosso Cupo
- Vieste
- Monte Circeo
- Isola di Capri Semaforo
- Capo Palinuro
- Brindisi Semaforo
- Santa Maria di Leuca
- Catanzaro Capo Colonne
- Capo Spartivento Calabro
- Guardiavecchia
- Gela
- Capo Caccia
- Capo Carbonara
- Favignana
- Cozzo Spadaro

### Dal dopoguerra

Logo Organizzazione meteorologica mondiale

Nel 1950 il Servizio meteorologico dell'Aeronautica Militare ha aderito all'Organizzazione meteorologica mondiale, di cui fa ancora parte come servizio meteorologico nazionale per l'Italia.
Nel 1978 nasce il Centro nazionale di meteorologia e climatologia aeronautica (CNMCA) che, dopo una temporanea permanenza nella capitale, si è stabilito nell'attuale sede di Pratica di Mare.
Nel 1999 A seguito della ristrutturazione dell'A.M., che già aveva comportato la chiusura di due dei tre centri meteorologici regionali, il ruolo di ente direttivo centrale è assunto dall'Ufficio generale per la meteorologia. Nel 2006 nasce l'Ufficio generale spazio aereo e meteorologia e contestualmente viene chiuso l'Ufficio generale per la meteorologia.
Il Servizio meteorologico centrale è rimasto legato nel tempo all'Aeronautica Militare e alle Forze armate italiane, a differenza di molti altri paesi, dove invece la corrispondente istituzione risulta di meteorologia civile. Nel 2015 avviene una riorganizzazione complessiva del comparto meteo dell'Aeronautica militare.

## Descrizione

Aeronautica militare

L'organo direttivo centrale ha sede a Roma ed è rappresentato dal reparto meteorologia, articolazione dell'Ufficio generale spazio aereo e meteorologia, a sua volta dipendente dallo Stato maggiore dell'Aeronautica.
Il Centro Operativo per la Meteorologia (COMet), con sede a Pratica di Mare è l'articolazione operativa del servizio meteorologico dell'Aeronautica Militare. Dal servizio meteorologico dipendono il Centro meteorologico regionale di Milano Linate, il Centro A.M. di montagna di Monte Cimone, il Reparto sperimentale di meteorologia aeronautica di Vigna di Valle e tutti i teleposti e le stazioni meteorologiche che costituiscono la rete osservativa.

### Organizzazione

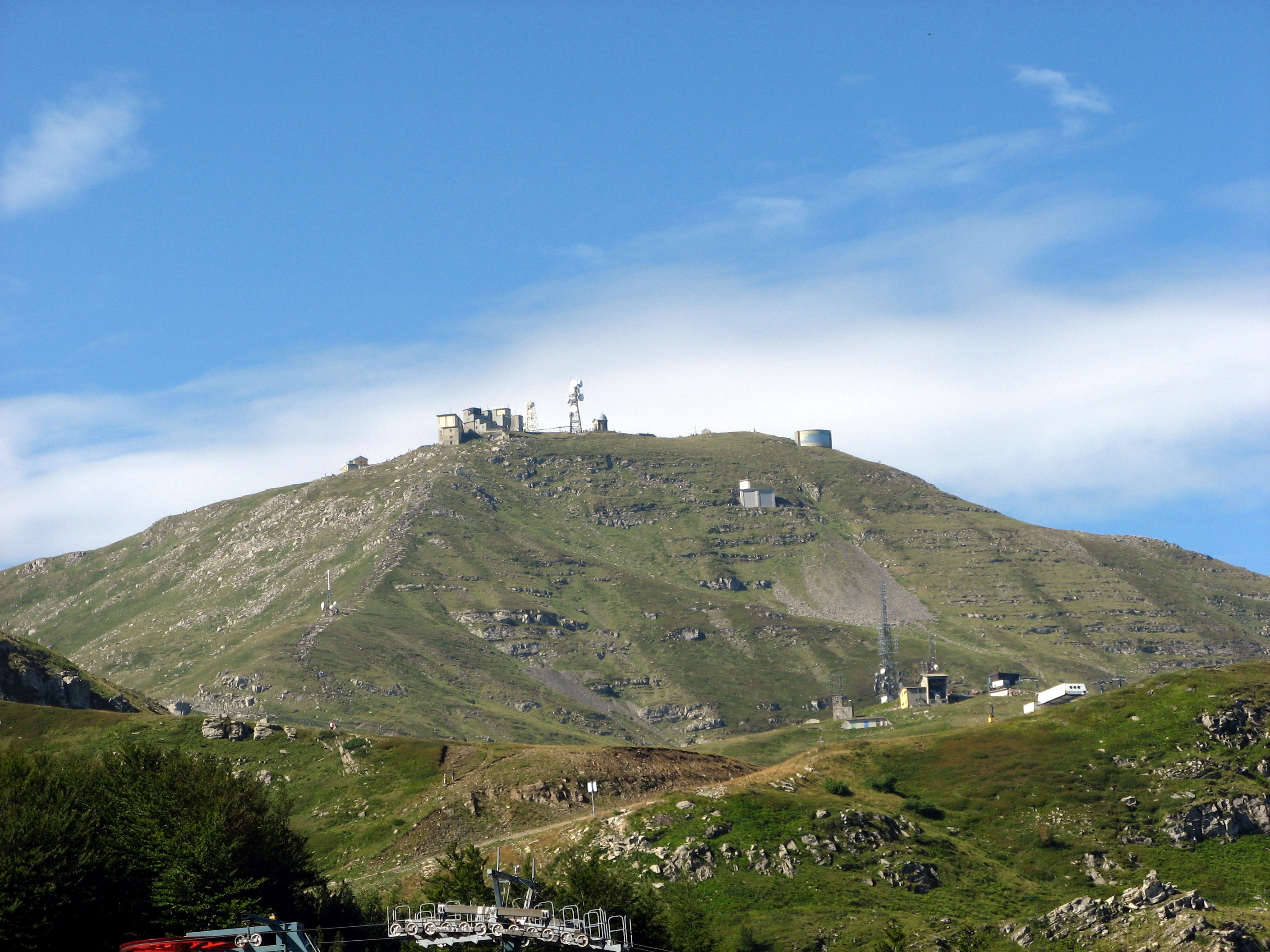
Monte Cimone

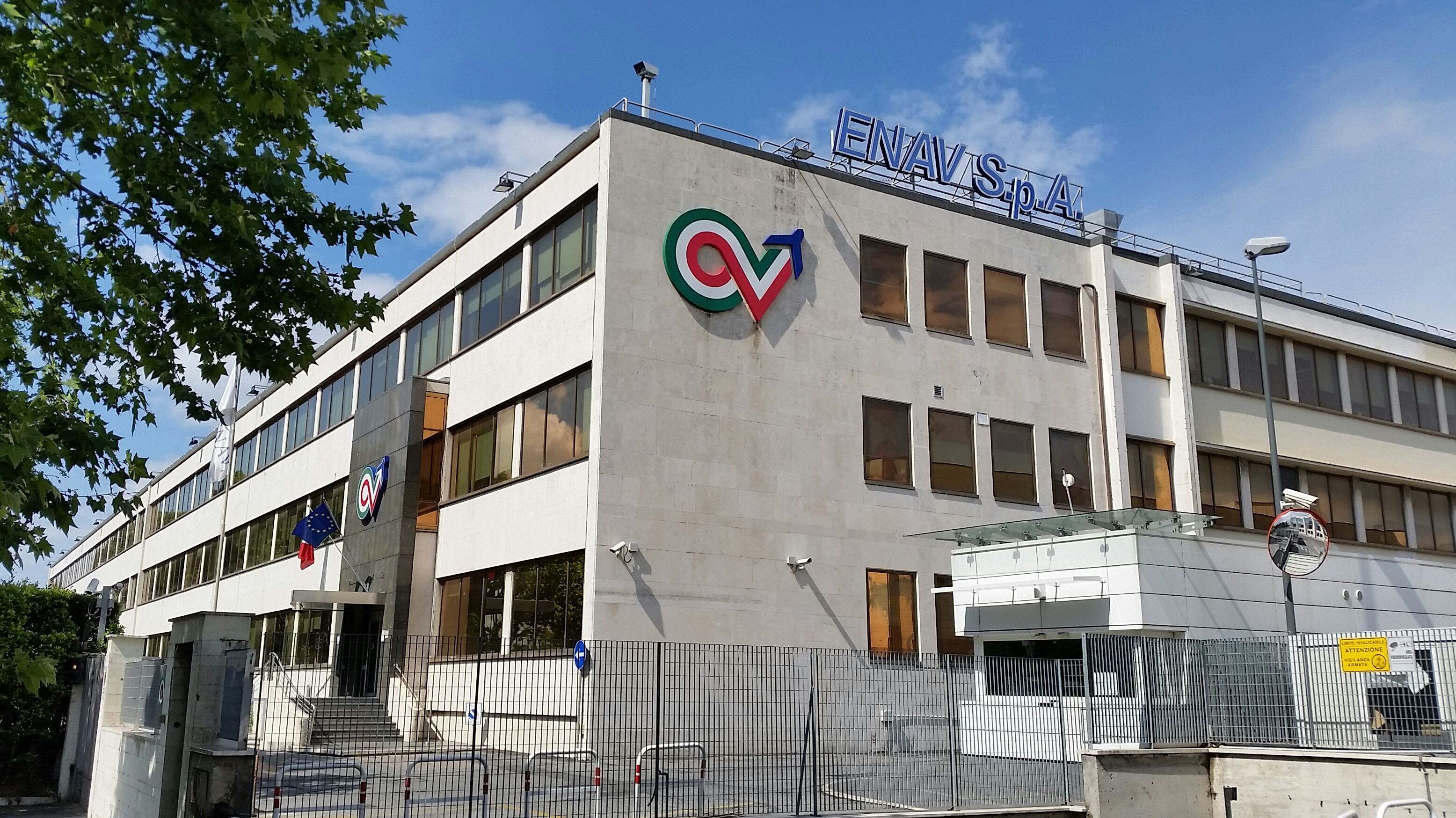
ENAV

Meteo 1

Sull'intero territorio nazionale italiano, il servizio meteorologico si avvale di numerosi osservatori meteorologici ufficiali (vedi Categoria:Stazioni meteorologiche d'Italia) che, oltre ad effettuare attività di rilevamento e raccolta dati, svolgono funzioni di assistenza alla navigazione aerea e/o marittima mediante l'emissione di bollettini a regolari cadenze orarie. Alcune di queste stazioni funzionano 24 ore su 24, mentre altre operano a orario ridotto nell'emissione di tali bollettini, ma sono dotate di strumentazioni in grado di registrare i dati meteorologici nelle ore in cui il servizio non è attivo.
La maggior parte degli osservatori meteorologici si trovano presso aree aeroportuali. Originariamente erano tutti gestiti dall'Aeronautica Militare, ma negli ultimi decenni alcune di queste stazioni meteo sono passate sotto la gestione dell'ENAV, laddove si sono venute a trovare all'interno di scali civili: i loro dati vengono comunque trasmessi al servizio meteorologico che ne cura la raccolta e la successiva elaborazione.
Il Servizio meteorologico dell'Aeronautica Militare dipende dal Ministero della difesa e collabora con le reti televisive pubbliche per l'elaborazione delle previsioni del tempo; a tali programmi partecipano ufficiali in divisa (di persona su Rai 1 e Rai 2 o fuori campo su Rai 3 e Rai News 24, in cui le immagini sono costituite unicamente dai quadri grafici commentati). Dal 2007 la collaborazione si è estesa anche alle redazioni regionali della Rai, per le quali vengono elaborate le relative previsioni a carattere locale.
Le osservazioni meteorologiche in tempo reale, i dati del giorno precedente e le previsioni per i quattro giorni successivi sono reperibili anche sul sito web ufficiale insieme ad altri servizi, in gran parte fruibili liberamente. A questo servizio hanno collaborato noti meteorologi come Edmondo Bernacca, Andrea Baroni e Guido Caroselli.

### Enti
- Reparto per la Meteorologia del Comando della squadra aerea (ReMET) – Roma
- Centro Operativo per la Meteorologia (COMet) – Pratica di Mare
  - Gruppo di Supporto ICT per la Meteorologia
  - Meteomont
- Centro Nazionale di Meteorologia e Climatologia Aeronautica (CNMCA) – Pratica di Mare
- Ufficio Meteorologico del Comando Operazioni Aeree (COAMet) – Poggio Renatico
- Centro Tecnico per la Meteorologia (CTM) – Vigna di Valle
- Centro Aeronautica Militare di Montagna (CAMM) – Monte Cimone